# マッテオ・グアルナッチャ
マッテオ・グアルナッチャ（Matteo Guarnaccia、1954年 - ）は、イタリアの画家、エッセイスト。

## 人物
ミラノ生まれ。イタリアのアンダーグラウンドカルチャーを代表する、サイケデリックアーティストである。イタリア国内や、オランダ、ドイツ、アメリカ合衆国、スイス、日本などで個展が開催されている。